# ギャラクシー500
ギャラクシー500（Galaxie 500）は、アメリカで活動していたロック・バンド。1987年に結成され、1991年に解散。実働期間は4年と決して長くはなかったが、その後のインディー・ロックやスロウコア、シューゲイザーやドリーム・ポップなどのジャンルのバンドに影響を与えた。

## 略歴
ニューヨークの高校時代に同級生であったディーン・ウェアハムとデーモン・クルコフスキーが、ハーバード大学在籍中に結成したバンド、スピーディ・アンド・カスタネッツが発展的解消した後、演奏経験のなかったナオミ・ヤンを誘い結成。バンド名はディーンの当時の友達が持っていた車（フォード・ギャラクシー）の名前に由来する。当時、デーモンとナオミは大学院に進んでいたが、ディーンは卒業後にニューヨークに戻って働いていた。夏休みで帰省したデーモンとナオミとのセッションでバンドを続けることをディーンが決意し、夏休み後、3人でボストンに戻ってバンドを本格的に始動した｡
全作品を担当することになるクレイマーのプロデュースの元にギャラクシー500の作品をリリースするために設立されたAuroraレーベルから、7インチシングル「Tugboat」をリリースした後、1988年にアルバム『トゥデイ』でデビュー。翌年までイギリス・ツアーをこなす。その後、ラフ・トレードと契約し、1990年にセカンド・アルバム『オン・ファイア』をリリース。全英インディーズ・チャートで7位を獲得するなど、本国よりイギリスで高い評価を受ける。1991年発表のサード・アルバム『ディス・イズ・アワ・ミュージック』リリース後、初の日本ツアーを目の前にしてディーンが脱退を宣言し、バンドは解散。
解散後、ディーンは新バンドルナを結成し、デーモンとナオミはピエール・エトワール名義でのEPリリースの後、デーモン・アンド・ナオミとして音楽活動を続けている。初期の数年は並行してマジック・アワーのリズム・セクションとしても活動していた。

## メンバー
- ディーン・ウェアハム (Dean Wareham) - ギター、ボーカル
- デーモン・クルコフスキー (Damon Krukowski) - ドラム
- ナオミ・ヤン (Naomi Yang) - ベース、ボーカル

## ディスコグラフィ

### スタジオ・アルバム
- 『トゥデイ』 - Today (1988年、Aurora)
- 『オン・ファイア』 - On Fire (1989年、Rough Trade)
- 『ディス・イズ・アワ・ミュージック』 - This Is Our Music (1990年、Rough Trade)

※スタジオ・アルバム3作のライセンスに関しては、英国ラフ・トレードの倒産後、オークションにかけられた資産からデーモン&ナオミが落札して買い戻し、以降、彼らが所有している｡

### ライブ・アルバム
- 『ライヴ1990』 - Copenhagen (1997年、Rykodisc) ※1990年録音
- Peel Sessions (2005年) ※1989年-1990年録音

### コンピレーション・アルバム
- 『コンプリート・コレクション・プラス』 - Galaxie 500 (1996年、Rykodisc) ※全スタジオ・アルバム（ボーナス曲入）、および後に『アンコレクテッド』として分売されるレアトラック集からなるCD4枚組のボックス・セット
- 『メルト・アウェイ～ザ・ベスト・オブ・ギャラクシー500』 - Selected Galaxie 500 (1996年、Rykodisc) ※ベスト盤
- The Portable Galaxie 500 (1998年、Rykodisc) ※ベスト盤
- 『アンコレクテッド』 - Uncollected (2004年) ※レアトラック集
- 『アンコレクテッド・ノイズ・ニュー・ヨーク』 - Uncollected Noise New York '88–'90 (2024年) ※アーカイブ音源集

### シングル
- "Tugboat"/"King of Spain" (1988年)
- "Blue Thunder"/"Hail" (1989年) ※スプリット with ストレイトジャケット・フィッツ
- "Blue Thunder EP" (1990年)
- "Rain"/"Don't Let Our Youth Go to Waste" (1990年)
- "Fourth of July"/"Here She Comes Now" (1990年)
- "Snowstorm" (live)/"Pictures" (live) (2004年)